# Maków Nowy
Maków Nowy – wieś w Polsce położona w województwie mazowieckim, w powiecie radomskim, w gminie Skaryszew. Ma status sołectwa.
Maków Nowy graniczy od zachodu z Radomiem, od południa z Makowcem, północy Janowem, południowego wschodu z Makowem, a od północnego wschodu z Małęczynem. Wieś słabo skomunikowana z Radomiem. Obecnie planowane jest wybudowanie kanalizacji ściekowej oraz utwardzonej drogi. Po tej ostatniej inwestycji możliwe będzie przedłużenie linii MZDiK nr 15 na teren wsi.
W latach 1975–1998 miejscowość administracyjnie należała do województwa radomskiego.
Wierni Kościoła rzymskokatolickiego należą do parafii św. Andrzeja Boboli w Małęczynie.